# لوسیو سینتی
لوسیو سینتی (اسپانیایی: Lucio Cinti‎؛ زادهٔ ۲۳ فوریهٔ ۲۰۰۰)  بازیکن راگبی ۷ نفره اهل آرژانتین است.
وی در مسابقات کشوری و بین‌المللی در مجموع برندهٔ ۱ مدال برنز شده‌است.